# Rio Negrinho
Rio Negrinho là một đô thị thuộc bang Santa Catarina, Brasil. Đô thị này có diện tích 908,391 km², dân số năm 2007 là 42144 người, mật độ 46,3 người/km².